# ماهیگیر و دیو

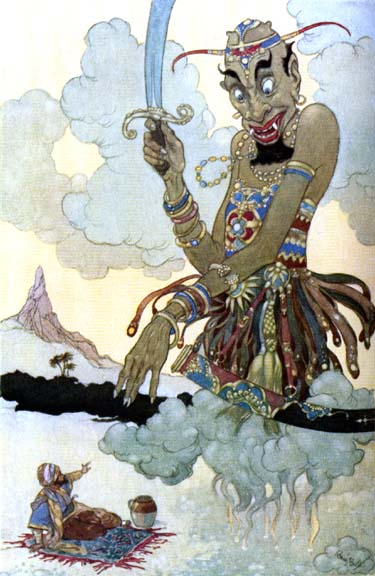
ماهیگیر و دیو، اثری از رنه بول در سال ۱۸۹۸

«ماهیگیر و دیو» یکی از داستان‌های شهرزاد در هزار و یک شب است.

## خلاصه داستان
ماهیگیر پیر و فقیری بود که هر روز چهار بار تور خود را به دریا می‌انداخت. یک روز که به ساحل رفت، اول یک الاغ مرده گرفت، بعد یک پارچ پر از خاک، بعد هم خرده‌های سفال و شیشه. برای چهارمین و آخرین تلاشش، خدا را صدا زد و تور را به دریا انداخت. وقتی آن را بالا کشید، خمره‌ای مسی با کلاهکی دید که مهر سلیمان روی آن نقش بسته بود. ماهیگیر بسیار خوشحال شد، چون می‌توانست خمره را بفروشد و از فروش آن پول خوبی بدست آورد. او کنجکاو بود که درون خمره چیست به همین خاطر با چاقو درپوش خمره را برداشت. ناگهان توده‌ای عظیم از دود از خمره بیرون آمد و به یک عفریت تبدیل شد. ماهیگیر ترسید، اگرچه در ابتدا جن متوجه او نشد. جن که فکر می‌کرد که سلیمان برای کشتن او آمده، هنگامی که ماهیگیر به او گفت که سلیمان قرن‌هاست که مرده است، بسیار خوشحال شد و به ماهیگیر گفت تا نحوه مرگ خود را انتخاب کند.
دیو خمره توضیح داد که در صد سال اول زندان خود سوگند یاد کرد که فردی را که او را آزاد می‌کند ثروتمند کند، اما هیچ‌کس او را آزاد نکرد. در صد سال دوم سوگند خورد به کسی که او را آزاد می‌کند، تمام گنجینه‌های زمین را بدهد، اما باز هم کسی او را آزاد نکرد. و در صد سال سوم قسم خورد که هر روز سه آرزوی کسی را که او را آزاد می‌کند، برآورده کند، اما هیچ‌کس او را آزاد نکرد. او هم به خشم آمد و قسم خورد کسی که او را آزاد می‌کند، بکشد.
ماهیگیر به دیو خمره التماس می‌کند که جانش را نگیرد، اما او تسلیم نمی‌شود. ماهیگیر تصمیم می‌گیرد جن را فریب دهد. او از جن می‌پرسد که تو به این بزرگی چگونه توانستی در یک خمره جا شوی؟ دیو هم که مشتاق خودنمایی است، کوچک می‌شود و به درون خمره می‌رود تا توانایی‌های خود را نشان دهد. ماهیگیر به سرعت کلاهک را بر سر خمره می‌گذارد و دیو را تهدید می‌کند که او را دوباره به دریا خواهد انداخت. جن به ماهیگیر التماس می‌کند جانش را نگیرد و برایش داستان «حکیم دوبان» را روایت می‌کند تا ماهیگیر بداند او چرا باید زنده بماند.
پس از روایت داستان، دیو سوگند می‌خورد که در ازای آزادی‌اش، به ماهیگیر کمک کند. ماهیگیر معامله را می‌پذیرد و دیو را آزاد می‌کند. دیو برای قدردانی به ماهیگیر نشانی برکه‌ای را می‌دهد که ماهی‌های زیبایی در آن است؛ چهار نوع ماهی به رنگ‌های قرمز، آبی، زرد و سفید. دیو قبل از ناپدید شدنش به ماهیگیر می‌گوید از هر نوع ماهی یکی بگیرد و به سلطان بدهد.

## بررسی
این داستان در فهرست بین‌المللی آرنه-تامپسون-اوتر با نام «دیو خمره» از نوع ATU 331، طبقه‌بندی شده است. به گفته محققان اولریش مارزولف، ریچارد ون‌لیون و استیت تامپسون، داستان‌های مشابهی به این داستان با عنوان روش‌های ادبی در قرون وسطی (به‌طور خاص، از قرن سیزدهم) ظاهر شده‌اند، اگرچه مارزولف و ون‌لیون استدلال می‌کنند که این بررسی‌های ادبی از افسانه‌های مربوط به شاه سلیمان نشأت می‌گیرد.

## اقتباس‌ها

### فیلم
- فیلم دزد بغداد محصول ۱۹۴۰ عناصری از این داستان را به عاریت گرفته است.
- پادشاه یونان از داستان دوبان حکیم در شب‌های عربی پازولینی ظاهر می‌شود. با این حال، داستان او به داستان درویش سوم در مورد غرق شدن کشتی در کوه مغناطیسی تغییر می‌کند.

### تلویزیون
- اقتباسی از این داستان در مجموعه تلویزیونی دیزنی لند دوست ما، اتم، برای قسمت ۱۹۵۷ام این مجموعه روایت شد، همان‌طور که در اینجا مشاهده می‌کنید.
- اقتباسی از این داستان در قسمت‌های هفدهم و هجدهم انیمه ژاپنی ماجراهای سندباد روایت می‌شود.
- اقتباسی از این داستان در سریال انیمیشن عربو راجانی اثر استودیوی انیمیشن هندی سافتونز روایت می‌شود.

### ادبیات
- عناصری از این داستان در رمان Declare اثر تیم پاورز ظاهر می‌شود.
- قسمتی از داستان که دیو به آزادکننده خود اجازه انتخاب شیوه مرگش را می‌دهد، در رمان معامله با اژدها اثر پاتریشیا سی ورد ظاهر می‌شود.